# Miloslav Cink
Miloslav Cink (12. října 1909 Brno – 8. července 1979 Brno) byl český pedagog a textař.

## Biografie
Miloslav Cink se narodil v roce 1909 v Brně, jeho nevlastním otcem byl hodinář Antonín Cink, matkou byla Marie. Rodina se přestěhovala do Jaroměřic nad Rokytnou, kde navštěvoval obecnou školu, mezi lety 1921 a 1929 vystudoval gymnázium v Moravských Budějovicích. Mezi lety 1927 a 1932 byl členem studentského kroužku v Jaroměřicích nad Rokytnou a v roce 1930 vystudoval učitelský kurz v Praze. V roce 1930 pak nastoupil na pozici pomocného učitele v Jakubově, ale v letech 1932 až 1934 nastoupil na vojenskou službu. Následně nastoupil na pozici čekatele do Lesůněk a posléze v roce 1935 působil na střední obecné škole v Jaroměřicích nad Rokytnou a téhož roku přestoupil na dívčí měšťanskou školu v Moravských Budějovících. V roce 1938 přestoupil na chlapeckou měšťanku v Jaroměřicích nad Rokytnou. Posléze byl mobilizován, ale téměř ihned se vrátil zpět.
Následně pak v roce 1939 opět nastoupil na dívčí měšťanku v Moravských Budějovicích. Během druhé světové války vstoupil do Obrany národa, po oslabení činnosti v roce 1943 pak svoji činnost omezili. V roce 1945 pak vstoupil do odbojové skupiny Lenka-Jih. Po skončení války se vrátil zpět do dívčí měšťanky, kde pak učil do roku 1952. V tomto roce odešel do Blížkovic, kde opět učil. Později se přestěhoval do Králova Pole v Brně.
Působil jako dirigent spolku Sokol v Moravských Budějovicích, působil také jako textař nebo hudebník. Věnoval se také esperantu, ve kterém napsal i některé texty písní.